# Encarsia nigrifemur
Encarsia nigrifemur är en stekelart som först beskrevs av Girault 1914.  Encarsia nigrifemur ingår i släktet Encarsia och familjen växtlussteklar. Inga underarter finns listade i Catalogue of Life.